# Eupholus magnificus
Eupholus magnificus és una espècie de coleòpter de la família Curculionidae. Aquesta espècie pot ser trobada a Nova Guinea.
Pot assolir una longitud d'aproximadament 24–28 mil·límetres (0.94–1.10 inch). Els èlitres presenten bandes negres transversals. Els colors blaus i verds metàl·lics deriven del reflex del sol sobre petites escates. El pronotum i les cames són blau metàl·lic. La part superior del rostrum i el final de les antenes són negres. Aquest animal es pot trobar a ecosistemes glacials, sabana, muntanyós entre d'altres.